# Persona non grata (фільм)
«Persona non grata» — польсько-італійсько-російський художній фільм 2005 року режисера Кшиштофа Зануссі.

## Сюжет
Посол Польщі в Уругваї і колишній дисидент ховає свою улюблену дружину. Він намагається дізнатися, чи був у неї роман з їх давнім загальним російським другом…

## У ролях
- Збігнєв Запасевич
- Микита Михалков
- Єжи Штур
- Данієль Ольбрихський
- Тадеуш Брадецький

## Творча група
- Сценарій: Кшиштоф Зануссі
- Режисер: Кшиштоф Зануссі
- Оператор: Едвард Клосинський
- Композитор: Войцех Кіляр